# Aplow
Aplow (auch: Ablow aplʊw, Valuwa) ist ein Dorf und ein Siedlungsgebiet auf der Ostseite der Insel Motalava in den Banks-Inseln von Vanuatu.

## Geographie
Der Ort liegt in der östlichen Küstenebene, nördlich des Mota Lava Airport (Valua airport).
Außer dem Dorf bezeichnet der Name Aplow auch das größere Gebiet um den Ort bis zur kompletten Ostseite der Insel im Gegensatz zu Mwotlap, welches die Westhälfte der Insel Motalava bezeichnet.

## Name
Im Gebiet von Aplow wurde bis in die 1980er ein Kommunalect (Sprache beziehungsweise Dialekt) gesprochen, der als Volow bezeichnet wurde. Diese Sprache starb aber aus, weil die Einheimischen die im Westteil der Insel vorherrschende Sprache Mwotlap annahmen. Aplow ist der Ortsname im Mwotlap. In der Volow-Sprache hieß der Ort ursprünglich Volow βʊlʊw.
Die Bezeichnung Valuwa [βaluwa] (oder fälschlich auch Valua) stammt aus der auf der benachbarten Insel Mota gesprochenen Mota-Sprache, die Missionare früher als Verkehrssprache in der gesamten Region benutzten.